# Битка при Лошница
Битката при Лошница (на гръцки: Η μάχη στη Λόσνιτσα) е бой между гръцки андартски чети и османска войска, станал на 16 юли 1907 година в планината Саракина при село Лошница (Гермас), Костурско.

## История
На 15 юли 1907 година сутринта четите на капитан Николаос Цотакос – Гермас (50 души) и Григориос Фалиреас – Закас (30 души) се установявт в местността в Сакарина Калогерико Пегади, разположена между селата Лошница и Богатско. Следобед на същия ден там пристигат лошничаните Зисис Дуфляс и Илияс Селциотис, както и богатският свещеник Димос (Пападимос), който предава на двамата капитани информацията, че в околните планини броди голяма турска част и че митрополитът на Костур Герман Каравангелис ги съветва да напуснат незабавно това място. Капитан Гермас предлага на Закас да се преместят на друго по-безопасно място, но Закас отказва и заявява, че са извън опасност. На следващата сутрин четите са обкръжени. В сражението загиват Гермас и четниците му Георгиос Ксидис, Василиос Цимбидарос, Панайотис Икономакос и още 19 четници. 20 андарти са заловени. Закас, тъй като познава добре околността, успява да избяга.
След битката лошнишкият свещеник Дзимос и няколко лошничани пристигат на полесражението и погребват загиналите гърци наблизо. По-късно костите им са препогребани в мраморен общ гроб в лошнишкото гробище.
След битката Закас е изправен пред другарски съд в Атина, но обвинява лошничаните Константинос Цюлас и пастирите Власиос Кундурас и Кирязис и богатчанина Сляхас. Сляхас е убит от андарт, а наети от гръцкия комитет албанци убиват синовете на Дзюлас Йоргос и Янис.
След като Лошница попада в Гърция в 1913 година, в 1928 година в чест на загиналия андартски капитан е наречена Гермас. В 1964 година на площада на селото е издигнат бюст-паметник на капитан Гермас и оттогава пред него се провежда годишното възпоменание на всички загинали гърци в така наречената Македонската борба.